# Гараж особого назначения
Гараж особого назначения (ГОН) — структурное подразделение Федеральной службы охраны Российской Федерации. Согласно закону «О государственной охране», сотрудники ГОНа обеспечивают безопасное передвижение президента Российской Федерации, председателя Правительства Российской Федерации, глав обеих палат Федерального собрания Российской Федерации, а также лидеров всех зарубежных государств, находящихся в России с визитами.

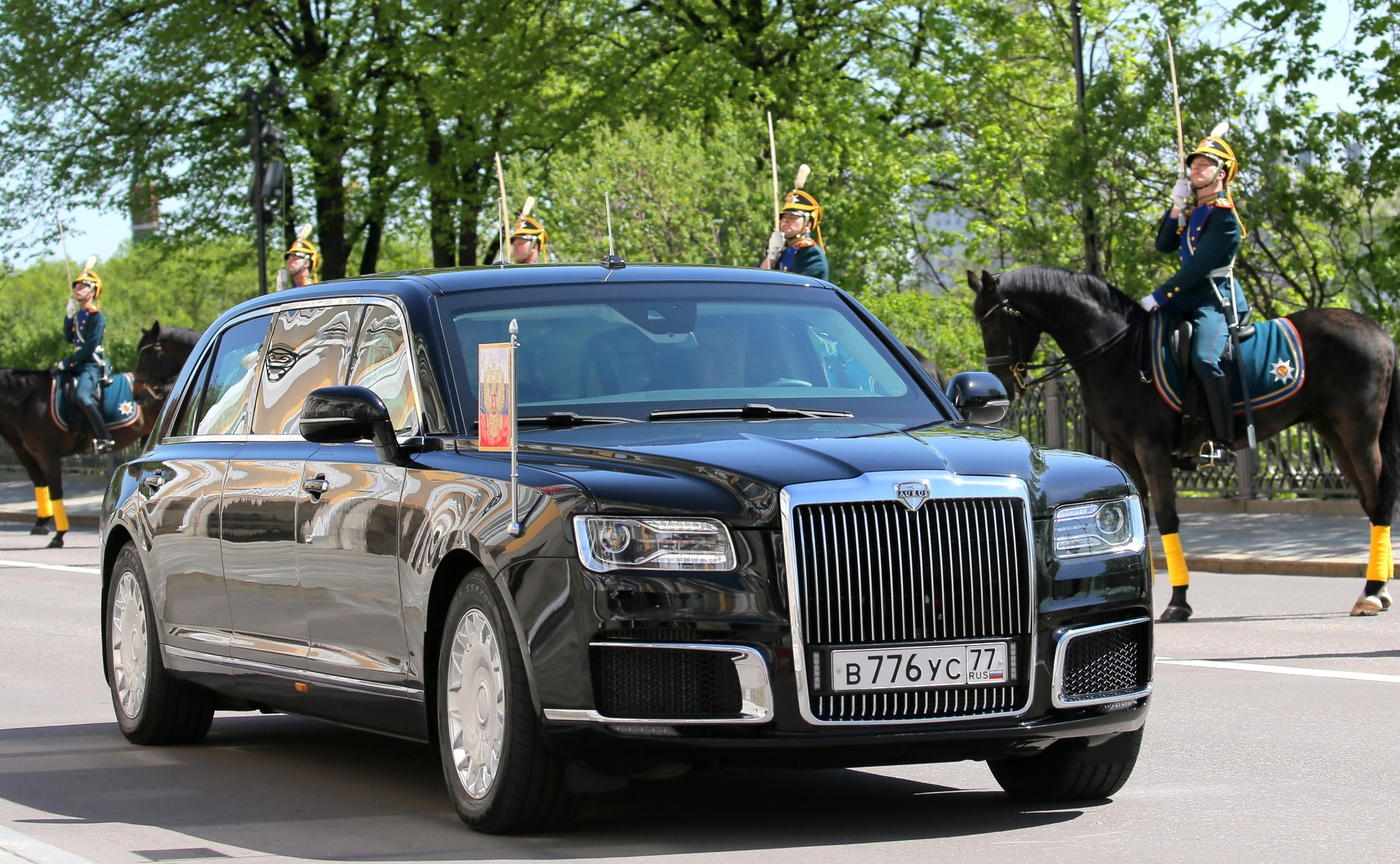
Президентский лимузин проекта «Кортеж» (на инаугурации 2018 г.)

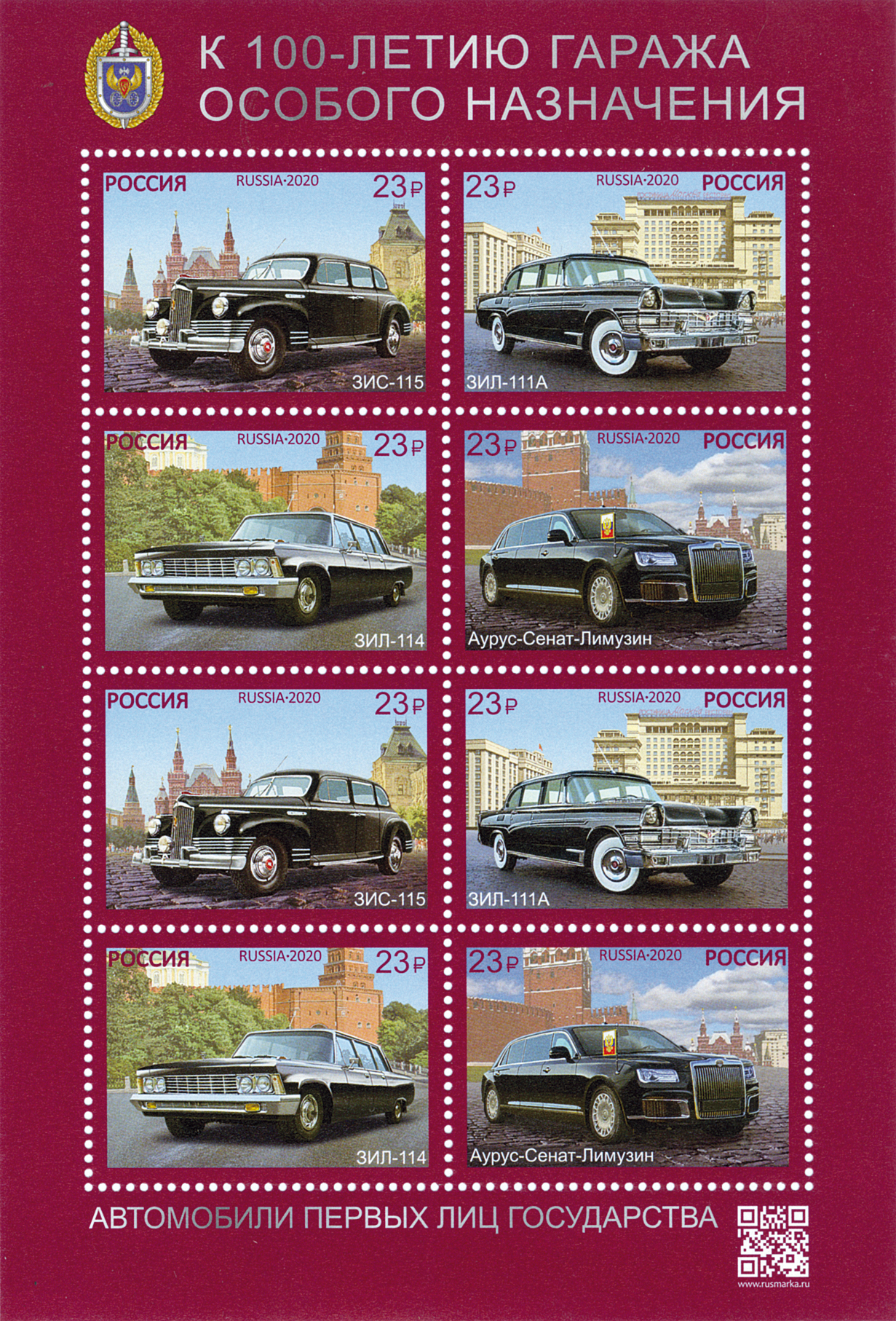
Марочный лист к 100-летию Гаража особого назначения. Автомобили первых лиц государства

## История
Гараж особого назначения создан решением Совета народных комиссаров от 1 января 1921 года. Возглавил гараж личный водитель Ленина Степан Гиль. В 1922 году его на этом посту сменил личный водитель Сталина Павел Удалов, который возглавлял гараж до 1953 года.
В разное время автопарк гаража состоял из автомобилей как зарубежного, так и отечественного производства. В 1920-1930-е годы это были автомобили марок Rolls-Royce, Packard, Isotta Fraschini, Vauxhall, Lincoln и другие. Со второй половины 1930-х годов, после освоения производства в СССР автомобилей высшего класса парк автомобилей стал практически полностью отечественным состоящим из автомобилей марок ГАЗ и ЗИЛ. В постсоветской России парк до 7 мая 2018 года состоял из автомобилей преимущественно иностранного производства.
Ниже представлены отечественные автомобили ГОНа и их годы выпуска:
- ГАЗ-12 «ЗиМ» (1950—1959)
- ГАЗ-13 «Чайка» (1959—1981)
- ГАЗ-14 «Чайка» (1977—1988)
- ЗИС-101 (1936—1941)
- ЗИС-101А (1940—1941)
- ЗИС-110 (1945—1958)
- ЗИС-115 (1947—1958) — бронированный вариант ЗИС-110
- ЗИС-110Б (1949—1957)
- ЗИЛ-111 (1958—1963)
- ЗИЛ-111А (1959—1963)
- ЗИЛ-111В (1960—1963)
- ЗИЛ-111Г (1962—1967)
- ЗИЛ-111Д (1964—1968)
- ЗИЛ-114 (1967—1978)
- ЗИЛ-117 (1971—1978)
- ЗИЛ-4104 (1978—1983)
- ЗИЛ-41045 (1983—1985)
- ЗИЛ-41047 (1985—2008)
- ЗИЛ-41041 (1986—?)
- ЗИЛ-41072 «Скорпион» (1988—1999) — автомобиль сопровождения и охраны
- ЗИЛ-41051 (1984—1985) — автомобиль скрытого бронирования на базе ЗИЛ-41045
- ЗИЛ-41052 (1987—1999) — автомобиль скрытого бронирования на базе ЗИЛ-41047
- Aurus Arsenal (2018—н. в.)
- Aurus-41231 (2018—н. в.)

## Автопарк

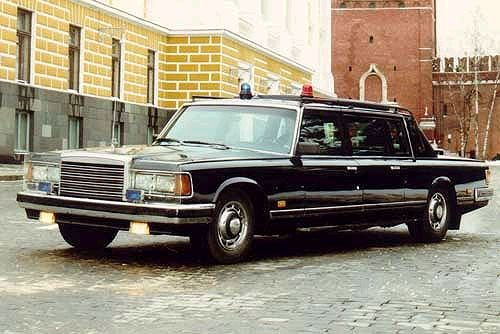
Специальный автомобиль охранения — ЗиЛ-41072 «Скорпион».

В настоящее время автопарк ГОНа насчитывает более сотни автомобилей марок «Кортеж», «Мерседес-Бенц», «ЗИЛ», «Вольво», «Фольксваген» и других, а также мотоциклы марок «BMW» и «Урал», использующиеся в качестве почётного эскорта.
Поскольку весь автопарк разместить на территории Кремля невозможно, то автомобили ГОНа размещаются на территории бывших царских конюшен у Боровицких ворот, а также в специальных помещениях под Большим Каменным и Крымским мостами.

## Музей
Смотри Музей Гаража особого назначения на ВДНХ.